# Ребе
Ребе (от идиш רבי‎) —
1. Титул учителя (меламеда) в иудейской начальной школе хедере.
2. Уважительное обращение к раввину, принятое среди ашкеназских евреев.
3. В хасидизме — титул духовного главы хасидского течения, «двора» или «династии». Жена ребе (матриарх хасидской общины) — ре́бецн ребецин или рабанит. Помимо обращения, существительное ребе традиционно используется в третьем лице с названием династии или географическим расположением двора, почтительным обращением реб и уменьшительно-ласкательной формой собственного имени, например: Любавичский ребе (реб Менахем-Мендель, реб Йосеф-Ицхок), Сквирский ребе (реб Дувидл, реб Янкэлэ, реб Дудалэ), Леовский ребе (реб Бериню), Скулянский ребе (реб Зисе, реб Аврэймэлэ), Рыбницкий ребе (реб Хаим-Занвл). Такое традиционное обращение представляет собой кальку с идиша (ср. дэр Либа́вичер рэ́бэ рэб Менахем-Мэндл или дэр Скуле́нер рэ́бэ рэб Зисе). Самым первым хасидским ребе был основатель хасидизма Баал Шем Тов.

В учении хасидизма, особенно хасидизма Хабад, Ребе рассматривается как «коллективная душа», объединяющая в себе души всего поколения, «искра души Моше-рабейну».

## Адмор
Адмор (ивр. אַדְמוֹ״ר‎, аббревиатура слов «адонену морену ве-раббену»: «господин, учитель и наставник наш») — титул хасидских цаддиков.